# 葛井道依
葛井 道依（ふじい の みちより）は、奈良時代の貴族。姓は連のち宿禰。筑後守・葛井大成の子とする系図がある。官位は正五位下・春宮亮。

## 経歴
天平神護元年（764年）藤原仲麻呂の乱における功労により外従五位下に叙せられる。天平神護2年（766年）内位の従五位下次いで従五位上、神護景雲3年（769年）正五位下と称徳朝において急速に昇進を果たす。なおこの間、勅旨省の官人（勅旨少丞・少輔）を務めたほか、天平神護3年（767年）道鏡のために法王宮職が設置されると大進を兼ねた。神護景雲4年（770年）称徳天皇の葬儀において御装束司を務めた。
光仁朝に入ると内匠頭を務めた後、宝亀5年（774年）右兵衛佐、宝亀9年（778年）中衛少将と、光仁朝後半は武官を歴任している。天応元年（781年）の光仁上皇の葬儀でも御装束司を務めた。
桓武朝では再び内匠頭を務めた後、中宮亮の兼帯を経て、延暦4年（785年）越後守として地方官に転じる。延暦9年（790年）春宮亮に任ぜられて京官に復し、春宮・安殿親王（のち平城天皇）に仕えた。延暦10年（791年）主税大属・船今道らと共に、以下の通り改姓を願って言上し許されて、道依ら葛井氏の氏人8人は連姓から宿禰姓に改姓した。
- 葛井（葛井連）・船（船連）・津（津連）の各氏は元は同じ一つの祖先（百済の貴須王）から3氏に別れた。このうち、津連は幸運にも時勢に恵まれて先に（菅野）朝臣姓を与えられたが[1]、道依と今道はなお連姓に留まっている。そこで、天皇の恩恵に浴して共に改姓を蒙りたい。

## 官歴
『続日本紀』による。
- 時期不詳：正六位上
- 天平神護元年（764年） 正月7日：外従五位下
- 時期不詳：勅旨少丞
- 天平神護2年（766年） 正月21日：従五位下。3月26日兼近江員外介。10月19日：従五位上
- 天平神護3年（767年） 3月20日：法王宮大進。8月29日：勅旨員外少輔
- 神護景雲3年（769年） 10月30日：正五位下
- 神護景雲4年（770年） 8月4日：御装束司（称徳天皇葬儀）
- 時期不詳：内匠頭
- 宝亀5年（774年） 3月5日：勅旨少輔。9月5日：兼右兵衛佐
- 時期不詳：兼甲斐守
- 宝亀9年（778年） 3月10日：中衛少将、勅旨少輔甲斐守如故
- 時期不詳：内匠頭
- 天応元年（781年） 12月23日：御装束司（光仁上皇葬儀）
- 天応2年（782年） 9月12日?：兼中宮亮（皇后・藤原乙牟漏）
- 延暦4年（785年） 正月15日：越後守
- 延暦9年（790年） 7月24日：春宮亮（春宮・安殿親王）
- 延暦10年（791年） 正月12日：連姓から宿禰姓に改姓

## 系譜
- 父：葛井大成[2]
- 母：不詳
- 生母不詳の子女
  - 男子：[2]
  - 女子：藤井藤子[2] - 平城天皇宮人